# 川崎市ホームタウンスポーツ推進パートナー
川崎市ホームタウンスポーツ推進パートナー（かわさきしホームタウンスポーツすいしんパートナー）は、川崎市内を本拠地としてスポーツで活躍しているチームや選手を対象に川崎市が認定する制度のこと。2004年（平成16年）に制定し、4チームと1選手を認定。2005年（平成17年）にはさらに2チーム、2006年（平成18年）には1チームが認定された。
市内を本拠地として全国や世界のトップレベルで活躍するスポーツのチーム・選手を「ホームタウンスポーツ推進パートナー」に認定することで「川崎」を全国にアピールする一方、市内の小学校でのスポーツ教室の講師やトークショー、スポーツイベントへのゲスト参加など、市民との触れ合いを大切にした活動にも積極的に参加し市内のスポーツをさらに盛り上げていくことを目的としている。

## 制定の経緯
2003年（平成15年）3月、川崎市は川崎フロンターレの活躍が「まちづくり」に対しても効果を持つことを鑑み、地方自治体がスポーツ支援を進めることの意義をふまえたうえで、市内に本拠地を置く他のトップチーム・トップアスリートも含めた活用についてどのよう行うべくか研究することにした。そして同年7月にはこの年の「政策課題研究」のひとつとして、市職員による研究が開始された。

## 政策課題研究
川崎市では1995年（平成7年）から「政策課題研究」が行われている。これは主に若手職員が市の具体的な政策課題を調査・研究する機会を確保し、課題への対処方法を学ぶ貴重な機会とし、実現可能な政策立案を行う人材を育てるとともに、各局が抱える政策課題について約1年間にわたる調査・研究を行い、その成果の活用を図ることを目的につくられたものである。
2003年（平成15年）の研究テーマには、その一つに「スポーツとまちづくり」が出され「市民とまちへの誇りと愛着、連帯感を育むスポーツ文化の振興に向ける」ことを趣旨に、全職場からの公募を含めた5人の市職員により研究が進められた。
この研究による提案は、Jリーグの掲げる「ホームタウン」の考えを基に市内の他スポーツも対象にした「ホームタウンスポーツ」という概念を提唱し、これらの考えに基づいてスポーツ資源を積極的にまちづくりに活用する仕組みづくりなどについて提案している。
またその際には川崎市のスポーツ行政の実情をふまえ、同様にサッカー・Jリーグの柏レイソルや女子バスケットボール・WリーグのJOMOサンフラワーズの所在する千葉県柏市のケース、学識者による専門的助言、市内各スポーツクラブ関係者などのヒアリング調査を行ったとのことである。
そしてこの研究の成果は2004年（平成16年）6月に政策課題研究報告書「スポーツとまちづくり〜市民とまちへの誇りと愛着、連帯感を育むスポーツ文化の振興に向けて〜」としてまとめられ、発表された。（なお、この報告書は川崎市内の市役所・区役所で販売されており、一般に購入することができるほか、市内の図書館で閲覧もできる。）

## 制度の制定
川崎市は2004年（平成16年）9月、政策課題研究における提言をもとにして「ホームタウンスポーツ」という概念をもち、市内のトップチーム・トップアスリートを活用する方策として「川崎市ホームタウンスポーツ推進パートナー」を下記に基づき制定した。
1. 趣旨
川崎市制80周年を記念して、川崎市ホームタウンスポーツ推進パートナー制度を制定し、「自らのスポーツ諸活動を通して、市民に元気を与えるとともに、市民の川崎への愛着と誇りを育て、青少年の夢を育んでいる」競技団体や個人を認定し、ホームタウンスポーツの振興及び川崎のイメージアップを図る。
2. 対象団体・対象者
財団法人川崎市体育協会が主管する競技種目で、川崎市にホームタウンを置くトップチーム及び川崎市を本拠地として活動するトップアスリートを対象とする。
3. 役割
「川崎市」の名前を前面に打ち出し競技活動を行うとともに、諸活動により地域に対し貢献を行うこととする。
4. 認定
  1. 川崎市ホームタウンスポーツ推進パートナー推薦委員会の推薦により、市長が認定する。
  2. 該当団体及び該当者には認定書を交付する。
5. 任期
推進パートナーの任期は、平成18年度末までとする。ただし、再認定の場合は、新しい任期は、平成21年度末までとし、以降再認定毎に3年延長されるものとする。
6. 市の支援
川崎市は、川崎市ホームタウンスポーツ推進パートナーの活動に対し広報その他の方法で活動を支援するものとする。

## 推進パートナー
2004年に4チームと1選手を認定。2005年には2チーム、2006年には1チームが認定された。現在の認定メンバーは以下のとおり。

### 川崎フロンターレ
サッカー（Jリーグ1部）
中原区の等々力陸上競技場をホームスタジアムに活躍。練習場は麻生区の麻生グラウンド。
- 主な成績
  - J1：優勝4回（2017年、2018年、2020年、2021年）
  - J2：優勝2回（1999年、2004年）
  - Jリーグカップ優勝1回　(2019年)
  - Jリーグカップ準優勝4回（2000年、2007年、2009年、2017年）
  - 天皇杯全日本サッカー選手権大会：優勝1回（2020年）
  - 天皇杯全日本サッカー選手権大会：準優勝1回（2016年）
- 推進パートナー認定：2004年9月13日
- 主なホームタウン活動
  - ホームゲームへの小・中学生招待
  - 幼稚園、小・中学校でのサッカー教室の開催
  - 各区の区民祭への参加
  - その他、地元での活動に積極的に参加
  - ユニフォーム袖口に「KAWASAKI」と入れ、全国に川崎をアピール
  - NECレッドロケッツのホームゲーム（とどろきアリーナ）で選手が始球式
  - 2008年より、7月最終週のリーグ戦を「市制記念試合」とし、各推進パートナーによるアトラクションを実施

### 川崎ブレイブサンダース
バスケットボール（Bリーグ←ナショナル・バスケットボール・リーグ(NBL)←日本バスケットボールリーグ(JBL)←スーパーリーグ←バスケットボール日本リーグ1部(旧JBL)）
中原区のとどろきアリーナでホームを開催。練習場は幸区。
- 主な成績
  - Bリーグ（←NBL←JBL←スーパーリーグ←旧JBL）：優勝2回（1999-2000年、2004-05年）、準優勝4回（1997-98年、1998-99年、2003-04年、）
  - 全日本総合バスケットボール選手権大会（天皇杯）：優勝3回（2000年、2006年）、準優勝2回（1983年、2001年）
- 推進パートナー認定：2004年9月13日
- 主なホームタウン活動
  - ホームタウンゲームへの市民招待
  - バスケットボールクリニックの開催
  - トークショーへの参加
  - Jリーグ・川崎フロンターレのファン感謝祭（2007年）に参加

### 東芝ブレイブアレウス
野球（社会人野球）
川崎市を本拠地と登録（ただし合宿所・練習グラウンドは横浜市）
- 主な成績
  - 都市対抗野球大会：優勝7回（1978年、1983年、1988年、1991年、1999年、2007年、2010年）、準優勝3回
  - 社会人野球日本選手権大会：優勝2回（1988,1992年）
- 推進パートナー認定：2004年9月13日
- 主なホームタウン活動
  - ユニフォームの右袖に川崎市の市章
  - 都市対抗野球大会に市民を招待
  - 小・中学生への野球教室の開催
  - トークショーへの参加

### 富士通レッドウェーブ
バスケットボール（Wリーグ）
中原区のとどろきアリーナでホームゲームを開催。練習場も中原区。
- 主な成績
  - Wリーグ：優勝1回（2007-08年）、準優勝1回（2006-07年）、第3位2回（2003-04年、2005-06年）
  - 全日本総合バスケットボール選手権大会：優勝3回（2006年、2007年、2008年）、準優勝2回（2004年、2009年）
- 推進パートナー認定：2004年9月13日
- 主なホームタウン活動
  - ホームタウンゲームへの市民招待
  - 試合用ジャージに「KAWASAKI」と入れてアピール
  - 市内小学校における「ふれあい教室」でバスケットボール指導
  - バスケットボール教室の開催
  - 地域のイベントへの参加

### 中田大輔
プロトランポリン選手（トランポリン・所属クラブ：J-POWER）
高津区内の体育館を練習場とする。（石川県出身）
- 主な成績
  - 全国高等学校総合体育大会（インターハイ） 個人の部優勝（1989年、1991年）
  - 全日本学生トランポリン競技選手権大会 個人の部優勝（1992年、1993年、1995年）
  - 2000年 第12回国際グレンズランドカップ（ドイツ）優勝
  - 全日本トランポリン競技選手権大会 個人の部優勝（1995年~2001年：7連覇）
  - 2004年 ワールドカップシリーズ・ファイナル シンクロナイズドの部優勝（川西隆由樹とのコンビで）
- 推進パートナー認定：2004年9月13日
- 主なホームタウン活動
  - ユニフォームに「ガンバレ川崎」と入れ川崎を世界にアピール
  - 講演会・トランポリン教室などを実施
  - Jリーグ・川崎フロンターレのファン感謝祭（2005年）に参加し演技披露
  - トークショーへの参加
  - 多摩川ハーフマラソン参加

### NECレッドロケッツ川崎
バレーボール（SVリーグ）
中原区のとどろきアリーナでホームを開催。2005年6月に本拠地（練習場）を横浜市都筑区から中原区に移転。
- 主な成績
  - V・プレミアリーグ（←Vリーグ←日本リーグ）：優勝5回（1987年度、1996年度、1999年度、2002年度、2004年度）、準優勝4回（1986年度、1995年度、1997年度、2001年度）
  - Vカップ：優勝1回（2000年）
  - 黒鷲旗全日本バレーボール選手権大会：優勝2回（1997年、2001年）、準優勝7回（1985年、1987年、1995年、1996年、1999年、2011年、2013年）
- 推進パートナー認定：2005年7月19日
- 主なホームタウン活動
  - ホームゲームへ市民を招待
  - 小学生へのバレーボール教室の実施
  - トークショーへの参加
  - スポーツセンター開設記念イベントでのバレーボール教室実施
  - Jリーグ・川崎フロンターレのファン感謝祭（2006年）に参加

### 富士通フロンティアーズ
アメリカンフットボール（Xリーグ）
川崎市内の富士通スタジアム川崎（川崎富士見球技場：川崎区）や川崎市等々力球場（中原区）でホームゲームを開催。練習場は中原区の下野毛グラウンド。
- 主な成績
  - ライスボウル：優勝1回（2014年度）
  - 日本社会人選手権（ジャパンXボウル。2002年までは東京スーパーボウル）：優勝1回（2014年）、準優勝6回（2002年、2007年、2009年、2011年、2013年、2015年）
  - 日本社会人I部リーグ（現・Xリーグ）：秋季リーグ戦ブロック優勝1回（1992年）
  - Xリーグ：地区優勝6回（2000年、2002年、2009年、2013年、2014年、2015年）
  - パールボウル：優勝4回（2003年、2006年、2008年、2010年）、準優勝6回（1992年、1993年、1994年、2012年、2013年、2014年）
- 推進パートナー認定：2006年7月11日
- 主なホームタウン活動
  - トークショーへの参加
  - 小学校等でのフラッグフットボール教室開催
  - 下野毛グラウンドを川崎フロンターレサッカースクール会場に提供

## かつての推進パートナー

### 三菱ふそう川崎硬式野球部
野球（社会人野球）
休部のため2008年12月2日辞任
川崎市を本拠地と登録
- 主な成績
  - 都市対抗野球大会:出場17回、優勝3回（2000,2003,2005年）
  - 社会人野球日本選手権大会:出場8回、優勝1回（1995年）
- 推進パートナー認定：2005年9月7日
- 主なホームタウン活動
  - 「川崎」の入ったチーム名を前面に押し出し活動
  - 都市対抗野球大会に市民を招待
  - 多摩川リバーサイド駅伝に特別参加
  - Jリーグ・川崎フロンターレのファン感謝祭（2008年）に参加

## 川崎市の活動
推進パートナー制定後、川崎市は各メンバーの参加による「ホームタウンスポーツ推進パートナー ふれあいトークショー&スポーツ教室」を開催。また市政だよりや市ホームページに「推進パートナー」のコーナーを設けたり、川崎フロンターレの「市制記念試合」をはじめとする各チームの公式戦市民招待の告知を行うようになった。
2006年（平成18年）12月17日から2007年（平成19年）1月8日には川崎市市民ミュージアムで「ホームタウンスポーツかわさき展」を実施。2007年（平成19年）には富士通レッドウェーブと富士通フロンティアーズのマスコット制定に伴う愛称募集を市教育委員会が窓口となって実施した。